# 艾倫·蕾普利
艾倫·露易絲·蕾普利中尉（英語：Ellen Louise Ripley），常以姓氏「蕾普利」稱呼，是登場於異形系列的虛構角色與主角，由美國女演員雪歌妮·薇佛飾演。蕾普利被視為科幻電影史上最具代表性的角色之一，使薇佛獲得國際聲譽，也是她至今最知名的角色。蕾普利原本在首部《異形》劇本中設定為男性，但導演雷利·史考特在製作初期便決定改為女性角色。
蕾普利因在《異形》（1979年）與續集《異形2》（1986年）因挑戰傳統性别角色而廣受讚譽，特別是在科幻、動作片與恐怖片類型中。薇佛的表演同樣備受肯定：她憑《異形2》首次獲得奥斯卡最佳女主角奖提名，這在當時被視為重要突破，因為奧斯卡先前鮮少重視科幻與恐怖片類型。憑藉蕾普利一角，薇佛還曾獲提名金球獎最佳戲劇類電影女主角、英國電影學院獎最佳新演員，並四度提名土星獎最佳女主角，最終憑《異形2》獲獎。
蕾普利經常被認為是電影史上最具代表性的女性主角之一，也是流行文化中的重要人物。除了原始系列電影之外，蕾普利的形象也出現在小說、漫畫及電子遊戲中，影響力延續至今。

## 經歷

### 電影

#### 《異形》（1979年）
蕾普利首次以準尉身份登場，隨太空船諾史莫號從特杜斯星返回地球。長途航行需要船員進入冬眠狀態，但當船接收到附近代號LV-426號的小行星的未知訊號時，船員被喚醒。登陸後，一個未知生物潛入太空船殺死了其他船員。蕾普利成為唯一在諾史莫號爆炸前逃出的船員，她故意引爆飛船以消滅怪物。然而，該怪物也潛入了她的逃生艙，她在返回地球途中將其排入太空，並再次進入冬眠。

#### 《異形2》 (1986年)
57年後，蕾普利從冬眠中醒來。她關於異形的證詞遭韋蘭-尤坦尼集團質疑，並被認為「判斷有問題」而失去太空飛行資格，同時得知女兒亞曼達已去世的消息。在與LV-426殖民地失去聯繫後，蕾普利隨一隊殖民地海軍陸戰隊前往調查。他們發現該星球已被大量異形佔據，幾乎殲滅所有陸戰隊員。最終，蕾普利與杜韋恩·希克斯下士、仿生人比肖普及最後的殖民地少女紐特一起逃離星球。返回蘇拉克號後，他們遭到剩餘異形女王攻擊，蕾普利最終將其排入太空，並與其他三名生還者進入超光速睡眠返回地球。

#### 《異形3》(1992年)
逃生艙從蘇拉科號發射，載有四名生還者，但墜毀設有廢棄煉鋼廠兼刑事殖民地的菲奧瑞娜161。蕾普利是唯一的存活者。但她不知飛船中藏有一顆異形卵。卵孵化後，異形在監獄內殺害囚犯和警衛，但未攻擊蕾普利。當囚犯集結防禦異形時，蕾普利發現自己體內孕育著異形女王胚胎，因此理解異形為何不攻擊她。最終，她透過热冲击殺死異形，並在異形女王即將從她胸口破出時，毅然跳入巨大熔爐，自我犧牲以消滅最後的異形，並阻止韋蘭-尤坦尼集團將其用作生物武器。

#### 《終極戰士：掠奪者》(2018年)
導演尼尔·布洛姆坎普於2015年2月19日宣布他將拍攝第五部異形電影， 薇佛於2月25日確認將再次飾演蕾普利。 然而，2017年1月21日，有粉絲在Twitter詢問計畫進度時，布洛姆坎普回覆「機會渺茫」。 4月，斯科特表示電影可能永遠不會拍攝，因為從未有完整劇本，僅有10頁簡報，而福斯也不願繼續追求。評論者指出，這與薇佛及詹姆斯·卡麥隆聲稱曾讀過布洛姆坎普劇本的說法有所出入，但他們可能指的是簡報文件。 5月1日，斯科特確認第五部異形電影不會拍攝。
在《終極戰士：掠奪者》的另一結局中，出現了韋蘭-尤坦尼集團的艙，內有蕾普利戴著以異形抓臂造型的呼吸器，作為將《終極戰士》系列與《異形》系列連結的彩蛋之一。

### 電玩遊戲

#### 《異形：殖民軍》(2013年)
蕾普利在《異形：殖民軍》的「冬眠中斷」DLC中客串兩個鏡頭。在這個前傳任務中，她被描繪成遭抱面體（Facehugger）受孕，並重現《異形3》的最後場景。遊戲同時揭示希克斯在《異形3》事件後仍存活，因另一支殖民地海軍陸戰隊將他救出，而墜毀逃生艙中的屍體實為另一名陸戰隊員，他在交火中被撞入希克斯的艙內，最終隨EEV墜毀死亡。蕾普利、紐特與比肖普的逃生艙被彈出，而希克斯則必須與其他陸戰隊員同行。

#### 《異形：孤立》(2014年)
2014年，薇佛時隔17年再次為蕾普利配音，於遊戲《異形：孤立》中客串演出。遊戲以蕾普利的女兒阿曼達·蕾普利為主角，並在兩個DLC中擴展蕾普利戲份，背景設定於《異形》事件期間。
遊戲時間設定於《異形》事件發生15年後、比《異形2》事件早42年。阿曼達調查母親失蹤線索，前往太空站塞瓦斯托波爾尋找答案。遊戲末段，她找到母親留給她的語音訊息（由薇佛配音），此訊息源自蕾普利在諾史莫號最終記錄中加入的個人留言，向阿曼達解釋諾史莫號失蹤的真相，表達對女兒的愛，希望她將來能聽到。在兩個DLC中，薇佛與其他原始演員共同出演，重現《異形》經典場景。蕾普利與達拉斯（湯姆·斯凱利特）、蘭伯特（維羅妮卡·卡特賴特）、布雷特（哈利·迪恩·斯坦頓）、帕克（雅菲·科托）及艾許（伊恩·霍姆，僅肖像）互動，玩家可扮演生還船員完成經典任務。預購諾史卓摩版（Nostromo Edition）可獲「Crew Expendable」內容，讓玩家在布雷特犧牲後吸引異形至氣閘。「Last Survivor」任務中，蕾普利啟動自爆程序並乘坐納西瑟斯號（Narcissus）逃生。

### 動畫系列

#### 《異形：孤立》(2019年)
在網路動畫系列《異形：孤立（影集）》中，蕾普利由安德麗亞·戴克配音，呈現她在生命最後時刻向女兒留下的語音訊息。

### 蕾普利8號

#### 《異形4：浴火重生》(1997年)
蕾普利死後兩百年，科學家在奧瑞加號成功克隆出她。由於體內曾存在《異形3》事件的異形DNA，前六次克隆均失敗，呈現畸形怪物。第七次克隆較為成功，但無法完全取出體內異形。第八次克隆體最終成功，成為新故事的核心角色。
八號克隆體擁有增強力量與反應速度、酸性血液，並能與異形建立共感連結；異形也呈現更多人類特徵，包括膚色偏棕及生殖週期變化。八號學會說話並與人類互動，但異形逃脫後殺死大部分船員。她逃出艙室後加入傭兵團隊，並與最年輕成員安娜莉·考爾建立親密關係。由於蕾普利DNA影響，已成長的異形女王孕育出人類-異形混種，殺死女王並認八號為母。逃出奧瑞加號後，蕾普利在貝蒂號中利用酸性血液殺死新生異形，將其吸入太空，拯救考爾。在擴展版影片及《異形：悲傷之海》中，貝蒂號降落地球，蕾普利與考爾發現巴黎已成廢墟。

#### 《異形對決終結戰士》(2000年)
漫畫《異形對決終結戰士》延續《浴火重生》中八號克隆的故事，描述她與終極戰士聯手，對抗新一波異形及由沉睡的天網重啟的終結戰士。最終八號似乎自我犧牲以摧毀原始超級戰士/終結戰士。

#### 《異形：悲傷之海》 (2014)
小說《異形：悲傷之海》開頭（事件發生於《浴火重生》兩百年後）揭示《浴火重生》結尾中奧瑞加號墜毀導致巴黎毀滅。小說主角艾倫·德克被設定為蕾普利的後代，但多處暗示其祖母實為蕾普利8號，主要透過德克的共感能力、阿曼達·蕾普利-麥克拉倫在《異形2》中未有子女，以及德克看到蕾普利照片時感到陌生等情節表現。

### 衍生媒體
蕾普利的生平與事蹟在各種衍生異形系列漫畫與小說中得到擴展，許多作品設定在她於菲奧瑞娜161死亡之前，時間線多從《異形2》結尾延續。
在黑馬漫畫小說系列中，蕾普利出現在第三本書《異形：女性之戰》末尾；但後續作品為統一小說與電影連續性，揭示她實際上是一個仿造蕾普利外貌的仿生人，擁有虛假記憶。2012年小說系列重啟後，唯一官方正史的蕾普利小說包括《異形：陰影之外》（提姆·勒本著）、《異形：悲傷之海》（詹姆斯·A·摩爾著）及《異形：痛苦之河》。
在《陰影之外》中，蕾普利於《異形》事件37年後甦醒，與多位礦工對抗異形，故事結尾再次入睡並被抹去記憶，以避免心理創傷。《悲傷之海》中多次提及蕾普利（主角為蕾普利8的孫子），而《痛苦之河》的事件則發生於《異形2》前及期間。1989至2017年間，華特迪士尼世界好萊塢影城的電影大冒險中，異形場景曾使用蕾普利發聲機動人偶呈現。

## 評價

### 最佳角色
蕾普利經常出現在影史最佳角色排行榜中。2008年，美国电影学会將她列為美國影史第八大英雄，在AFI百年…百大英雄與反派榜單中名列前茅，為女性角色中排名第二（僅次於克拉麗絲·史達林）。2009年，《娛樂週刊》將她列為「流行文化中20位最酷英雄」第五名，稱她「是首批不受男性角色定義的女性電影角色之一」。同年，她在《帝國雜誌》百大電影角色榜中排名第9（2008年榜單）與第5（2015年榜單），為女性角色最高排名。
在Premiere雜誌百大電影角色榜中，蕾普利排名第8，其經典瞬間為「果敢拒絕打開船艙門，阻止凱恩（約翰·赫特飾）帶著異形附著物進入」，女性角色排名第三，僅次於安妮·霍爾與斯嘉麗·奧哈拉。她在《Fandomania》「百大虛構角色」中排名第57。
2009年，MTV將她選為史上第二大電影女狠角色（僅次於莎拉·康納，排名第六）。2011年，UGO網路將她評為史上第75大科幻美女。《Total Sci-Fi》將她列為「25位改變科幻的女性」榜首，稱她「電影史上最具代表性的角色之一」及「電影史上最受批評分析的角色之一」。2011年，《Total Film》評選她為最佳女性角色。

### 獎項與影響
因在《異形》中的表現，薇佛獲得英國電影學院獎「最有潛力新秀女主角」提名，以及土星獎「最佳女演員」提名。雖然她在首部電影的表現已受讚譽，但《異形2》讓她獲得國際認可：她成為影史上第三位獲奧斯卡最佳女主角獎提名的恐怖片女演員（前兩位分別為《大法師》的艾倫·伯斯特林及《凶靈》西席·斯贝西克。 她也獲得金球獎「劇情類電影最佳女主角」提名，並贏得土星獎「最佳女演員」，這是她職業生涯中的首個主要獎項（除了一個小型獎項Mystfest獎，因《半月街》獲最佳女演員）。
薇佛還擔任該系列第三、四部電影的聯合製片。雖然這兩部作品影評較低，但她的表現仍獲讚譽：《異形3》與《異形：復活》分別獲她第三、第四次土星獎最佳女演員提名，《復活》還獲爆米花娛樂大獎「最愛女演員—科幻片」提名。雖未因《異形3》和《復活》獲獎，她因1997年作品（包括《異形：復活》、《冰風暴》與《白雪公主：恐怖傳說》）而獲Hasty Pudding年度女性獎。
薇佛參與《異形》2003年《異形四部曲》DVD重製版音頻評論，與工作人員一起獲DVDX獎「最佳音頻評論（新DVD）」。 2010年尖叫獎頒發「女英雄獎」表彰其整體演藝生涯時，《異形2》導演詹姆斯·卡梅隆指出她在影史上的主要作品包括《異形》系列、《魔鬼剋星》及《阿凡達》。

### 流行文化
- 2019年上映的動畫電影《樂高玩電影2》中，角色雷克斯帶領一支恐龍小隊，其中的迅猛龍名字據說皆參考1970至1980年代經典電影的主角，「蕾普利」即其中之一。[22]
- 2021年2月，遊戲《要塞英雄》推出了以蕾普利為主題的外觀造型。[23][24]
- 2023年8月，遊戲《黎明死線》推出DLC「第29章：異形」，將蕾普利與異形加入為可操作角色。[25]

## 另見
- 女性動作英雄與反派列表（英语：List of female action heroes and villains）
- 蕾普利隕石坑（英语：Ripley (crater)）

## 書籍
- C., Ximena Gallardo; Smith, C. Jason. . Continuum International Publishing Group. 21 May 2004. ISBN 0-8264-1570-9.

## 外部連結
- "The Guardian The first action heroine"
- 《Bitch Flicks", Ellen Ripley, a Feminist Film Icon, Battles Horrifying Aliens … and Patriarchy 的存檔，存档日期2018-06-12.
- 《Sf Gate", Weaver stands alone as female action hero
- "Usa today", In search of a serious protagonist
- "Comic Vine", Ellen Ripley
- Alien vs. Predator Central